# DAF 600

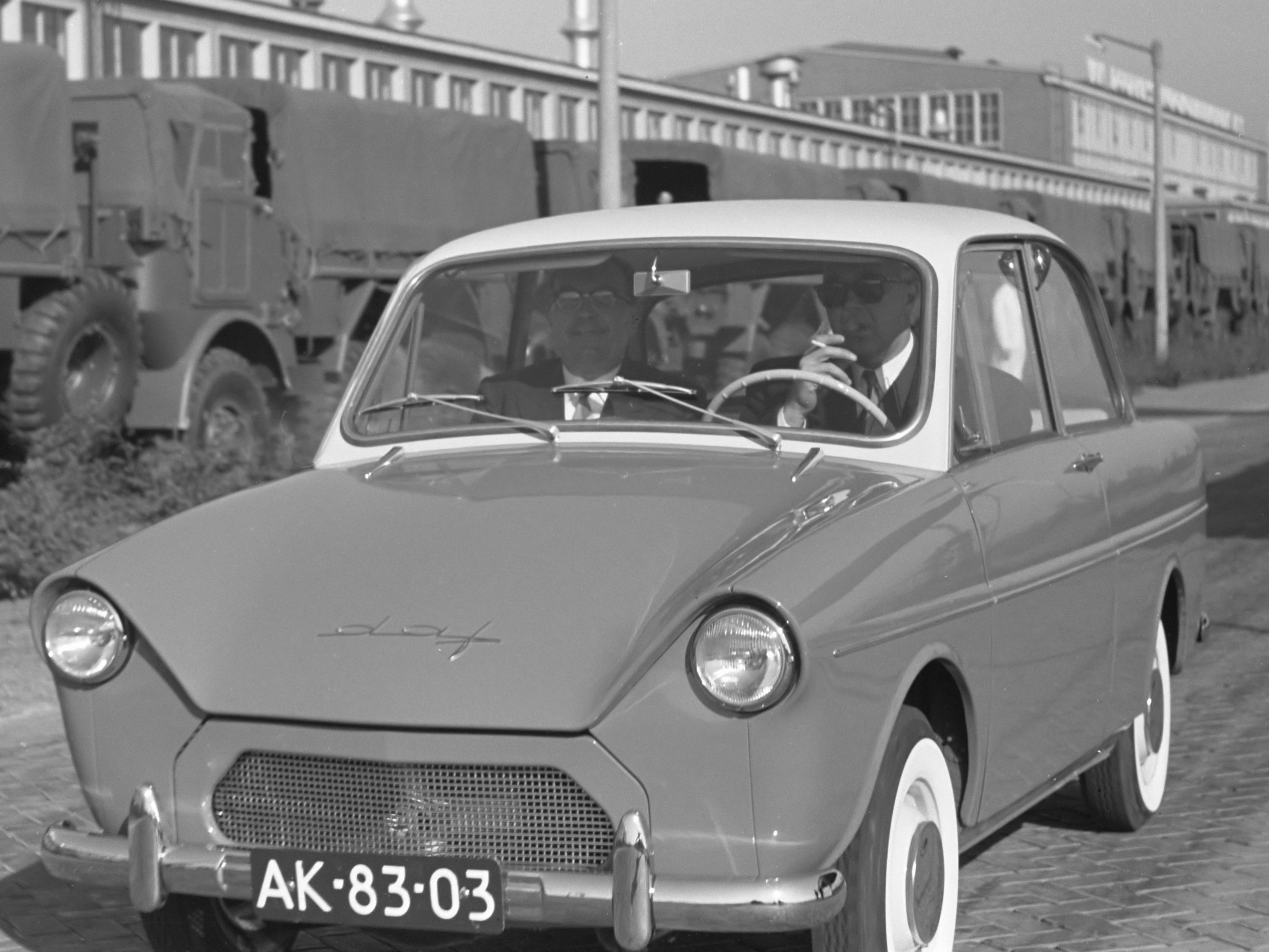
DAF 600 in 1959 in Eindhoven

De DAF 600 is een klein model personenauto die van 1958 tot 1963 werd geproduceerd door de Nederlandse fabrikant DAF, voorzien van de Variomatic, een automatische versnellingsbak met rubberen aandrijfbanden.

## Voorgeschiedenis
De ontwikkeling van dit voertuig begon in de vroege jaren vijftig, toen de vrachtwagenproductie van DAF al goed op gang was gekomen. Hub van Doorne had een Buick aangeschaft met een Dynaflow-automatische versnellingsbak. Hij vond de automatische versnellingsbak een genot en wilde die plaatsen in een volksauto. Het probleem was dat dit type automatische versnellingsbak te groot was voor zo'n auto en te veel vermogen wegnam. Bij een grote V8 is dat van minder belang.

## Variomatic
Van Doorne zou een ingeving hebben gekregen bij het zien van de rubberen aandrijfbanden in zijn fabriek, die alles aandreven. Een ander verhaal is dat hij een Nederlands thuisbouwsel, de Homemade, had gekocht. Volgens sommige bronnen was het idee min of meer overgenomen van een Zündapp-bromfiets.
Van Doorne schafte een Lloyd aan, monteerde er de Variomatic in, en deed daar het eerste testwerk mee. Het ontwerp kwam grotendeels van de hand van Joan van der Brugghen. In 1958 werd de auto voorgesteld op de RAI. De DAF 600 was uitgerust met een tweecilinder luchtgekoelde boxermotor van 590 cc naar eigen ontwerp. De belangstelling zou zo groot zijn geweest dat men "op de auto's van Volvo ging staan om de DAF te kunnen zien". Door de grote belangstelling besloot DAF de productie bij te stellen en kwam de productie pas in 1959 op gang.

## Technische gegevens
- tweecilinder viertakt boxermotor van 590 cc
- Boring x slag: 76 mm x 65 mm
- 22 pk bij 4000 tpm
- Wielbasis: 2050 mm
- Lengte: 3610 mm
- Hoogte: 1440 mm
- Acceleratie 0-80 km/u: 33 s
- Maximumsnelheid: 90 km/u

## Ontwikkeling
Van de DAF 600 hebben globaal drie generaties bestaan die uiterlijk op details van elkaar verschilden. Technisch veranderde ook een en ander; zo werd het model uitgerust met een bergrem.
Hoewel het imago van deze eerste DAF aanvankelijk goed was, kreeg het gedurende zijn bestaan een flinke deuk. Handige verkopers zagen een gat in de Nederlandse wetgeving. Door de auto's zodanig om te bouwen dat ze niet sneller dan 25 km/u reden, kon men de auto zonder rijbewijs besturen. Deze zogenaamde "kruipauto's" zorgden voor een imagoprobleem.

De DAF 600 werd opgevolgd door de DAF 750, nadat geklaagd werd over het vermogen van de 600.
| DAF-personenauto's tussen 1950 tot 1980 | DAF-personenauto's tussen 1950 tot 1980 | DAF-personenauto's tussen 1950 tot 1980 | DAF-personenauto's tussen 1950 tot 1980 | DAF-personenauto's tussen 1950 tot 1980 | DAF-personenauto's tussen 1950 tot 1980 | DAF-personenauto's tussen 1950 tot 1980 | DAF-personenauto's tussen 1950 tot 1980 | DAF-personenauto's tussen 1950 tot 1980 | DAF-personenauto's tussen 1950 tot 1980 | DAF-personenauto's tussen 1950 tot 1980 | DAF-personenauto's tussen 1950 tot 1980 | DAF-personenauto's tussen 1950 tot 1980 | DAF-personenauto's tussen 1950 tot 1980 | DAF-personenauto's tussen 1950 tot 1980 | DAF-personenauto's tussen 1950 tot 1980 | DAF-personenauto's tussen 1950 tot 1980 | DAF-personenauto's tussen 1950 tot 1980 | DAF-personenauto's tussen 1950 tot 1980 | DAF-personenauto's tussen 1950 tot 1980 | DAF-personenauto's tussen 1950 tot 1980 | DAF-personenauto's tussen 1950 tot 1980 | DAF-personenauto's tussen 1950 tot 1980 | DAF-personenauto's tussen 1950 tot 1980 | DAF-personenauto's tussen 1950 tot 1980 | DAF-personenauto's tussen 1950 tot 1980 | DAF-personenauto's tussen 1950 tot 1980 | DAF-personenauto's tussen 1950 tot 1980 | DAF-personenauto's tussen 1950 tot 1980 | DAF-personenauto's tussen 1950 tot 1980 |      |
| --------------------------------------- | --------------------------------------- | --------------------------------------- | --------------------------------------- | --------------------------------------- | --------------------------------------- | --------------------------------------- | --------------------------------------- | --------------------------------------- | --------------------------------------- | --------------------------------------- | --------------------------------------- | --------------------------------------- | --------------------------------------- | --------------------------------------- | --------------------------------------- | --------------------------------------- | --------------------------------------- | --------------------------------------- | --------------------------------------- | --------------------------------------- | --------------------------------------- | --------------------------------------- | --------------------------------------- | --------------------------------------- | --------------------------------------- | --------------------------------------- | --------------------------------------- | --------------------------------------- | --------------------------------------- | ---- |
| Type                                    | 1950                                    | 1950                                    | 1950                                    | 1950                                    | 1950                                    | 1950                                    | 1950                                    | 1950                                    | 1950                                    | 1950                                    | 1960                                    | 1960                                    | 1960                                    | 1960                                    | 1960                                    | 1960                                    | 1960                                    | 1960                                    | 1960                                    | 1960                                    | 1970                                    | 1970                                    | 1970                                    | 1970                                    | 1970                                    | 1970                                    | 1970                                    | 1970                                    | 1970                                    | 1970 |
| Type                                    | 0                                       | 1                                       | 2                                       | 3                                       | 4                                       | 5                                       | 6                                       | 7                                       | 8                                       | 9                                       | 0                                       | 1                                       | 2                                       | 3                                       | 4                                       | 5                                       | 6                                       | 7                                       | 8                                       | 9                                       | 0                                       | 1                                       | 2                                       | 3                                       | 4                                       | 5                                       | 6                                       | 7                                       | 8                                       | 9    |
| A-body                                  |                                         |                                         |                                         |                                         |                                         |                                         |                                         |                                         |                                         | 600                                     | 600                                     | 600                                     | 600                                     |                                         |                                         |                                         |                                         |                                         |                                         |                                         |                                         |                                         |                                         |                                         |                                         |                                         |                                         |                                         |                                         |      |
| A-body                                  |                                         |                                         |                                         |                                         |                                         |                                         |                                         |                                         |                                         |                                         | 750                                     |                                         |                                         |                                         |                                         |                                         |                                         |                                         |                                         |                                         |                                         |                                         |                                         |                                         |                                         |                                         |                                         |                                         |                                         |      |
| A-body                                  |                                         |                                         |                                         |                                         |                                         |                                         |                                         |                                         |                                         |                                         |                                         | 30                                      | 30                                      | 31                                      | 31                                      | 32                                      | 32                                      | 33                                      | 33                                      | 33                                      | 33                                      | 33                                      | 33                                      | 33                                      |                                         |                                         |                                         |                                         |                                         |      |
| B-body                                  |                                         |                                         |                                         |                                         |                                         |                                         |                                         |                                         |                                         |                                         |                                         |                                         |                                         |                                         |                                         |                                         | 44                                      | 44                                      | 44                                      | 44                                      | 44                                      | 44                                      | 44                                      | 44                                      | 46                                      | 46                                      |                                         |                                         |                                         |      |
| B-body                                  |                                         |                                         |                                         |                                         |                                         |                                         |                                         |                                         |                                         |                                         |                                         |                                         |                                         |                                         |                                         |                                         |                                         |                                         | 55                                      | 55                                      | 55                                      | 55                                      | 66                                      | 66                                      | 66                                      |                                         |                                         |                                         |                                         |      |